# 意宇郡
- 令制国一覧 > 山陰道 > 出雲国 > 意宇郡
- 日本 > 中国地方 > 島根県 > 意宇郡

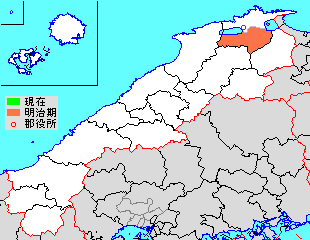
島根県意宇郡の位置

意宇郡（おうぐん）は、出雲国（島根県）にあった郡。

## 郡域
1879年（明治12年）に行政区画として発足した当時の郡域は以下の地域にあたる。
- 松江市の一部（大橋川以南および大根島・江島）
- 安来市の一部（西荒島町）

## 歴史

### 古代
大化から天武天皇期にかけて順次設置されたとされる八神郡のひとつであり、律令制の施行により制定されたと考えられる。郡名の由来について『出雲国風土記』が伝えるところによれば、「八束水臣津野命（やつかみずおみつぬのみこと）」が国引きの大仕事を終えた際に「国引きを意恵（「おえ」、終わるの意味）」と言ったことから「意恵郡」のち「意宇郡」と呼ぶようになったという。
熊野坐神社（熊野大社）の所在地として重んじられ、文武天皇2年（698年）3月9日には近親者の連任を許す詔が下されている。一般に郡（評）を治める郡司（評司）に近親者を続けて任命することは禁止されていたが、意宇郡では神社を代々まつってきた出雲氏が重視されたものである。
郡家は山代郷にあった。

#### 郷里
天平5年（733年）2月30日に成立したとされる『出雲国風土記』には11の郷の内に33の里があり、別に1つの餘戸里、3つの駅家と3つの神戸があったと記され、以下の記載がある。11の郷にはそれぞれ3つの里があった。
- 母理郷※ –現在の安来市伯太町東母里、西母里から南部の地域。 神亀3年（726年）「文理」から改字。
- 屋代郷※  – 現在の安来市伯太町北部、吉佐町、門生町付近の地域。神亀3年（726年）「社」から改字。
- 楯縫郷※  – 現在の安来市宇賀荘町、清瀬町、清井町、九重町、清水町、早田町付近の地域。
- 安来郷※  – 現在の安来市安来町から島田町西半を中心とした付近の地域。
- 山國郷※  – 現在の安来市下吉田町・上吉田町を中心とした付近の地域。
- 飯梨郷※  – 現在の安来市西南部付近の地域と広瀬町のほぼ全域。神亀3年（726年）「飯成」から改字。
- 舎人郷※  – 現在の安来市沢町、野方町を中心とした付近の地域。
- 大草郷 – 現在の松江市大庭町、佐草町、日吉町辺り。
- 山代郷 – 現在の松江市南東部辺り。
- 拝志郷 – 。現在の松江市玉湯町林、玉湯町大谷、宍道町上来待辺り。神亀3年（726年）「林」から改字。
- 宍道郷 – 現在の松江市宍道町の大部分。
- 餘戸里 – 現在の松江市東出雲町の大半。
- 野城驛※
- 黒田驛
- 宍道驛
- 出雲神戸 – 現在の松江市八雲町辺り。
- 賀茂神戸※  – 現在の安来市大塚町付近の地域。
- 忌部神戸 – 現在の松江市玉湯町の大部分。
- 野城駅家※ [注釈 4]
- 黒田駅家[注釈 4]
- 穴道駅家[注釈 4]

※ ＝ 平安期に能義郡として分立した地域。
［出典］

#### 式内社
『延喜式』神名帳に記される郡内の式内社。
| 神名帳                        | 神名帳                              | 神名帳 | 神名帳                       | 比定社                         | 比定社                         | 比定社                 | 集成 |
| 社名                          | 読み                                | 格     | 付記                         | 社名                           | 所在地                         | 備考                   | 集成 |
| ----------------------------- | ----------------------------------- | ------ | ---------------------------- | ------------------------------ | ------------------------------ | ---------------------- | ---- |
| 意宇郡 48座（大1座・小47座）  |                                     |        |                              |                                |                                |                        |      |
| 熊野坐神社                    | クマノノ                            | 名神大 |                              | 熊野大社                       | 島根県松江市八雲町熊野2451     |                        |      |
| 前神社                        | サキノ マヘノ                       | 小     |                              | 合祀：稲田神社                 | 同上                           | 熊野大社境内摂社       |      |
| 能利刀神社                    | ノリトノ                            | 小     |                              | （論）合祀：伊邪那美神社       | 同上                           | 熊野大社境内摂社       |      |
| 能利刀神社                    | ノリトノ                            | 小     | （論）剣神社                 | 島根県松江市八雲町日吉10       |                                |                        |      |
| 田中神社                      | タナカノ                            | 小     |                              | 合祀：伊邪那美神社             | 島根県松江市八雲町熊野2451     | 熊野大社境内摂社       |      |
| 楯井神社                      | タテヰノ                            | 小     |                              | 合祀：伊邪那美神社             | 同上                           | 熊野大社境内摂社       |      |
| 速玉神社                      | ハヤタマノ                          | 小     |                              | 合祀：伊邪那美神社             | 同上                           | 熊野大社境内摂社       |      |
| 布吾弥神社                    | フコミノ                            | 小     |                              | 合祀：伊邪那美神社             | 同上                           | 熊野大社境内摂社       |      |
| 布吾弥神社                    | フコミノ                            | 小     | （論）布吾弥神社             | 島根県松江市玉湯町玉造         |                                |                        |      |
| 磐坂神社                      | イハサカノ                          | 小     |                              | 磐坂神社                       | 島根県松江市八雲町西岩坂946    |                        |      |
| 佐久佐神社                    | サクサノ                            | 小     |                              | （論）八重垣神社               | 島根県松江市佐草町227          |                        |      |
| 佐久佐神社                    | サクサノ                            | 小     | （論）六所神社               | 島根県松江市大草町496          | 出雲国総社                     |                        |      |
| 真名井神社                    | マナヰノ                            | 小     |                              | 真名井神社                     | 島根県松江市山代町84           |                        |      |
| 鷹日神社                      | タカヒノ                            | 小     |                              | 鷹日神社                       | 島根県松江市東津田町1373       |                        |      |
| 山代神社                      | ヤマシロノ                          | 小     |                              | 山代神社                       | 島根県松江市古志原6-13         |                        |      |
| 売豆紀神社                    | ヒメツキノ メツキ                   | 小     |                              | 売豆紀神社                     | 島根県松江市雑賀町1663         |                        |      |
| 野白神社                      | ノシロノ                            | 小     |                              | 野白神社                       | 島根県松江市乃白町779          |                        |      |
| 野白神社                      | ノシロノ                            | 小     | （論）野代神社               | 島根県松江市浜乃木町2丁目10-30 |                                |                        |      |
| 野白神社                      | ノシロノ                            | 小     | （論）福富神社               | 島根県松江市乃木福富町514      |                                |                        |      |
| 布自奈大穴持神社              | フシナオホナモチノ                  | 小     |                              | 布自奈大穴持神社               | 島根県松江市玉湯町布志名151    |                        |      |
| 布自奈神社                    | フシフノ                            | 小     |                              | 布自布神社                     | 同上                           | 布自奈大穴持神社境内社 |      |
| 久多弥神社                    | クタミノ                            | 小     |                              | 久多弥神社                     | 島根県松江市東忌部町3000       |                        |      |
| 久多弥神社                    | クタミノ                            | 小     | （論）合祀：忌部神社         | 島根県松江市東忌部町957        |                                |                        |      |
| 玉作湯神社                    | タマツクリユノ                      | 小     |                              | 玉作湯神社                     | 島根県松江市玉湯町玉造508      |                        |      |
| 同社坐韓国伊太弖神社          | -ニマスカラクニイタテノ             | 小     |                              | 合祀：玉作湯神社               | 島根県松江市玉湯町玉造508      |                        |      |
| 同社坐韓国伊太弖神社          | -ニマスカラクニイタテノ             | 小     | （論）玉造天満宮             | 島根県松江市玉湯町玉造99       |                                |                        |      |
| 売布神社                      |                                     | 小     |                              | 売布神社                       | 島根県松江市和多見町81         |                        |      |
| 来待神社                      | キマチノ                            | 小     |                              | 来待神社                       | 島根県松江市宍道町上来待241    |                        |      |
| 佐為神社 （佐爲神社）         | サヰノ                              | 小     |                              | 佐爲神社                       | 島根県松江市宍道町白石1464     |                        |      |
| 佐為神社 （佐爲神社）         | サヰノ                              | 小     | （論）出雲路幸神社           | 島根県安来市西松井町88         |                                |                        |      |
| 佐為高守神社 （佐爲高守神社） | サヰタカモチノ -タカモリ            | 小     |                              | （論）佐爲高守神社             | 島根県松江市宍道町白石1464     | 佐爲神社境内社         |      |
| 佐為高守神社 （佐爲高守神社） | サヰタカモチノ -タカモリ            | 小     | （論）佐爲高守神社           | 島根県安来市西松井町88         | 出雲路幸神社境内社             |                        |      |
| 宍道神社                      | シシチノ                            | 小     |                              | （論）石宮神社                 | 島根県松江市宍道町白石638      |                        |      |
| 宍道神社                      | シシチノ                            | 小     | （論）大森神社               | 島根県松江市宍道町佐々布738    |                                |                        |      |
| 宇留布神社                    | ウルフノ                            | 小     |                              | 宇留布神社                     | 島根県松江市八雲町平原725      |                        |      |
| 須多神社                      | スタノ                              | 小     |                              | 須多神社                       | 島根県八束郡東出雲町須田502-1  |                        |      |
| 揖夜神社                      | イフヤノ                            | 小     |                              | 揖夜神社                       | 島根県八束郡東出雲町揖屋2229   |                        |      |
| 同社坐韓国伊大弖神社          | -カラクニイタテノ                   | 小     |                              | 韓国伊太弖神社                 | 島根県八束郡東出雲町揖屋2229   | 揖夜神社境内社         |      |
| 筑陽神社                      | チクヤ ツクヤ                       | 小     |                              | 筑陽神社                       | 島根県八束郡東出雲町下意東815  |                        |      |
| 同社坐波夜都武自和気神社      | -ハヤツムシワケノ                   | 小     |                              | 合祀：筑陽神社                 | 同上                           |                        |      |
| 山狭神社                      | ヤマサノ                            | 小     |                              | （論）山狭神社（上山狭神社）   | 島根県安来市広瀬町上山佐598    |                        |      |
| 山狭神社                      | ヤマサノ                            | 小     | （論）山狭神社（下山狭神社） | 島根県安来市広瀬町下山佐1176   |                                |                        |      |
| 同社坐久志美気濃神社          | -クシミケノノ                       | 小     |                              | 久志美気濃神社                 | 同上                           | 山狭神社境内社         |      |
| 布弁神社                      | フヘノ                              | 小     |                              | 布弁神社                       | 島根県安来市広瀬町布部1158     |                        |      |
| 都弁志呂神社                  | ツヘシロノ                          | 小     |                              | 都弁志呂神社                   | 島根県安来市広瀬町広瀬目谷1515 |                        |      |
| 野城神社                      | ノキノ                              | 小     |                              | 能義神社                       | 島根県安来市能義町366          |                        |      |
| 同社坐大穴持神社              | -オホナモチ                         | 小     |                              | 合祀：能義神社                 | 同上                           |                        |      |
| 同社坐大穴持御子神社          |                                     | 小     |                              | 合祀：能義神社                 | 同上                           |                        |      |
| 佐久多神社                    | -サクタノ                           | 小     |                              | （論）佐久多神社               | 島根県松江市宍道町上来待551    | 本宮神社境外摂社       |      |
| 佐久多神社                    | -サクタノ                           | 小     | （論）嘉羅久利神社           | 島根県安来市広瀬町広瀬364      |                                |                        |      |
| 同社坐韓国伊太弖神社          | -カラクニイタテノ                   | 小     |                              | （論）嘉羅久利神社             | 同上                           |                        |      |
| 同社坐韓国伊太弖神社          | -カラクニイタテノ                   | 小     | （論）佐久多神社             | 島根県松江市宍道町上来待551    | 本宮神社境外摂社               |                        |      |
| 志保美神社                    | シホミノ                            | 小     |                              | 志保美神社                     | 島根県安来市伯太町井尻1025     |                        |      |
| 意多伎神社                    | イタキノ オタキノ                   | 小     |                              | 意多伎神社                     | 島根県安来市飯生町679          |                        |      |
| 意多伎神社                    | イタキノ オタキノ                   | 小     | （論）愛宕神社               | 島根県松江市外中原町54         | 阿羅波比神社境外末社           |                        |      |
| 同社坐御訳神社                | -ミヲサノ                           | 小     |                              | 合祀：意多伎神社               | 島根県安来市飯生町679          |                        |      |
| 市原神社                      | イチハラノ                          | 小     |                              | 市原神社                       | 島根県松江市東出雲町揖屋1604   | 揖夜神社境外社         |      |
| 由貴神社                      | ユキノ                              | 小     |                              | 由貴神社                       | 島根県松江市馬潟町266          |                        |      |
| 勝日神社                      | カチヒノ                            | 小     |                              | 勝日神社                       | 島根県安来市広瀬町広瀬85       | 富田八幡宮境内社       |      |
| 勝日高守神社                  | カチヒノタカモリ カチヒノタカモリノ | 小     |                              | 勝日高守神社                   | 島根県安来市広瀬町富田782      |                        |      |
| 田面神社                      | タヲモテノ タノモノ                 | 小     |                              | 田面神社                       | 島根県安来市伯太町安田52       |                        |      |
| 久米神社                      | クメノ                              | 小     |                              | （論）比婆山久米神社（奥宮）   | 島根県安来市伯太町横屋611-1    |                        |      |
| 久米神社                      | クメノ                              | 小     | （論）比婆山久米神社（里宮） | 島根県安来市伯太町横屋486      |                                |                        |      |
| 凡例を表示                    |                                     |        |                              |                                |                                |                        |      |

### 近代以降の沿革
- 「旧高旧領取調帳データベース」に記載されている明治初年時点での支配は以下の通り[注釈 5]。（1町48村1浦）

| 知行 | 知行       | 村数         | 村名 |
| ---- | ---------- | ------------ | --- |
| 藩領 | 出雲松江藩 | 1町 45村 1浦 | 松江城下町［一部］、日吉村、東岩坂村、西岩坂村、上熊野村、下熊野村、布志名村、面白村、玉造村、大谷村、林村、上来海村、東来海村、西来海村、白石村、宍道村、佐々布村、伊志見村、平原村、佐草村、乃木村、大庭村、山代村、東忌部村、福富村、上意東村、下意東村、揖屋村、入江村、波入浦、遅江村、二子村、寺津村、亀尻村、馬渡村、江島村、春日村、大草村、松江分、西津田村、東津田村、竹矢村、馬潟村、西忌部村、乃白村、矢田村、古志原村 |
| 藩領 | 出雲広瀬藩 | 3村          | 湯町村、出雲郷村、八幡村 |

- 明治4年

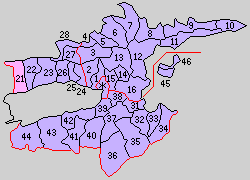
31.竹矢村 32.出雲郷村 33.揖屋村 34.意東村 35.岩坂村 36.熊野村 37.大庭村 38.津田村 39.乃木村 40.忌部村 41.玉造村 42.湯町村 43.来海村 44.宍道村 45.波入村 46.二子村（紫：松江市 ＊：発足時の松江市 1 - 16は島根郡 21 - 28は秋鹿郡）

  - 7月14日（1871年8月29日） - 廃藩置県により松江県、広瀬県の管轄となる。
  - 11月15日（1871年12月26日） - 第1次府県統合により、全域が島根県の管轄となる。
- 明治8年（1875年）9月5日[3] - 面白村が湯町村に合併。（47村1浦）
- 明治12年（1879年）1月12日 - 郡区町村編制法の島根県での施行により行政区画としての意宇郡が発足。「島根秋鹿意宇郡役所」が島根郡松江城下に設置され、同郡および秋鹿郡とともに管轄。
- 明治22年（1889年）4月1日 - 町村制の施行により、下記の各村が発足。特記がない限り、全域が現・松江市。（16村）
  - 竹矢村 ← 矢田村、八幡村、馬潟村、竹矢村
  - 出雲郷村 ← 出雲郷村、春日村
  - 揖屋村（単独村制）
  - 意東村 ← 上意東村（現・松江市）、下意東村（現・松江市、安来市）
  - 岩坂村 ← 西岩坂村、東岩坂村、日吉村
  - 熊野村（単独村制）
  - 大庭村 ← 大庭村、佐草村、山代村、大草村、平原村
  - 津田村 ← 西津田村[注釈 15]、東津田村、古志原村、松江分[注釈 16]
  - 乃木村 ← 松江分[注釈 17]、乃木村[注釈 15]、福富村、乃白村
  - 忌部村 ← 東忌部村、西忌部村
  - 玉造村 ← 大谷村、玉造村
  - 湯町村 ← 湯町[注釈 18]、湯町村、布志名村、林村
  - 来海村 ← 上来海村、東来海村、西来海村
  - 宍道村 ← 白石村、宍道町[注釈 19]、宍道村、佐々布村、伊志見村
  - 波入村 ← 入江村、波入浦、遅江村
  - 二子村 ← 二子村、寺津村、亀尻村、馬渡村、江島村
  - 市制の施行により松江城下町[注釈 20]および松江分の一部[注釈 21]、西津田村の一部[注釈 22]、乃木村の一部[注釈 23]と島根郡の一部の区域をもって松江市が発足し、郡より離脱。
- 明治26年（1893年）7月9日 - 来海村が改称して来待村となる。
- 明治29年（1896年）4月1日 - 郡制の施行のため、「島根秋鹿意宇郡役所」の管轄地域をもって八束郡が発足。同日意宇郡廃止。

## 意宇六社
意宇郡にある神社のうち下記の六社を「意宇六社」といい、「六社さん」とも呼ばれて崇敬されている。この六社を巡拝する「六社参り」という行事が江戸時代以前より行われている。
- 熊野大社（松江市八雲町）
- 真名井神社（松江市山代町）
- 揖夜神社（松江市東出雲町）
- 六所神社（松江市大草町）
- 八重垣神社（松江市佐草町）
- 神魂神社（松江市大庭町）